# Chris Rennard
Pour les articles homonymes, voir Renard (homonymie).
Christopher John Rennard, baron Rennard (né le 8 juillet 1960) est un pair à vie britannique siégeant à la Chambre des lords, comme libéral-démocrate depuis 1999. Il est directeur des campagnes et des élections pour les libéraux-démocrates de 1989 à 2003, et directeur général du parti de 2003 à 2009.

## Éducation et début de carrière
Rennard est né en 1960 le deuxième des trois fils de Cecil Rennard (1888-1963) et Jean Winfred Watson (1923-1976/77). Il a une belle-sœur aînée du premier mariage de son père, son père a également deux beaux-enfants de ce mariage.
Rennard fait ses études à la Liverpool Blue Coat School et obtient un BA (Hons) en études sociales en 1982 à l'Université de Liverpool. Dès son adolescence, il est un militant actif du Parti libéral. Il commence son activité politique à Liverpool à la fin des années 1970, où il préside les libéraux de l'Université de Liverpool. Il cite les pionniers de la politique communautaire à Liverpool, dont Cyril Carr, Trevor Jones et David Alton, comme ayant eu une influence majeure sur lui. Rennard est vice-président du Parti libéral de Liverpool et organise de nombreuses campagnes électorales du parti dans les années 1980, à une époque où le Parti libéral contrôle le conseil municipal. La première campagne électorale partielle réussie sur laquelle il travaille est l'élection partielle de Liverpool Edge Hill en mars 1979, au cours de laquelle le candidat du parti est David Alton. Rennard est le directeur de campagne d'Alton lorsqu'il se présente avec succès dans la circonscription nouvellement créée de Liverpool Mossley Hill en 1983 (après des changements de limites) et contribue à y obtenir un excellent résultat lors d'une élection générale qui voit une victoire écrasante des conservateurs à l'échelle nationale,,.
En 1984, il devient l'un des responsables régionaux du parti, basé à Leicester, lorsque le parti y remporte ses premiers sièges depuis plus de 20 ans. Il est membre de plusieurs équipes de campagnes électorales partielles libérales/alliées, notamment celles de West Derbyshire en 1986 et de Greenwich en 1987. Il est membre du comité permanent de l'ALC (Association des conseillers libéraux) et écrit quelques publications du parti sur la campagne électorale et l'organisation du parti.

## Carrière nationale
En 1989, Rennard est nommé directeur des campagnes et des élections pour les libéraux-démocrates. Il épouse Ann McTegart (qu'il a rencontrée lorsqu'ils étaient tous deux permanents du Parti libéral dans le Merseyside dans les années 1980) et est nommé membre de l'Ordre de l'Empire britannique (MBE) lors des honneurs du Nouvel An de 1989.
Lors des élections générales de 1997, il supervise la campagne de sièges cibles du parti, ce qui permet aux libéraux-démocrates de presque doubler le nombre de députés de 26 à 46. En 2001 et 2005, avec Tim Razzall comme président de campagne et Charles Kennedy comme chef, il dirige également les campagnes électorales générales des libéraux-démocrates, qui augmentent encore le nombre de députés Lib Dem respectivement à 52 et 62, le plus grand nombre de députés libéraux ou libéraux-démocrates depuis 1923.
Il est directeur général du parti entre 2003 et 2009 et contribue à faire gagner 13 élections partielles parlementaires pour le parti, sur un total de 74 élections partielles tenues - un taux de réussite de 17,5%. L'élection partielle d'Eastbourne en 1990 est revendiquée par Rennard comme sauvant les libéraux-démocrates de leur position très faible à la suite de la fusion du Parti libéral et du SDP, et voit une majorité conservatrice de 16 923 voix devenir une majorité libérale-démocrate de 4 550 voix. L'élection partielle fait suite à une dispute majeure entre Rennard et Paddy Ashdown au sujet de l'opposition initiale du chef du parti aux candidatures des libéraux-démocrates dans des élections partielles. Une élection partielle à Christchurch en juillet 1993 voit les libéraux-démocrates gagner le siège sur les conservateurs par le plus grand swing (35%) contre un gouvernement britannique depuis 1918,.
L'ancien chef du parti Charles Kennedy décrit alors Rennard comme « une figure assez extraordinaire de la politique britannique », tandis que son prédécesseur Paddy Ashdown salue Rennard comme « un praticien formidable et largement respecté de la campagne politique dans tous les partis ».
Son équipe de campagne continue à bâtir les succès du parti à travers des élections partielles telles que Brent East en 2003 et Leicester South en 2004. En tant que directeur général, Rennard supervise la remontée du parti après une série de crises en janvier 2006, lorsque Charles Kennedy démissionne de son poste de leader, Mark Oaten démissionne en tant que porte-parole du parti pour les affaires intérieures et Simon Hughes est déclaré homosexuel par le journal The Sun. Cette période mouvementée prend fin en mars avec la victoire aux élections partielles de 2006 à Dunfermline et West Fife, qui portent le total des députés libéraux-démocrates à 63. Il préside la campagne électorale générale des libéraux-démocrates pour Sir Menzies Campbell et Nick Clegg entre l'été 2006 et mai 2009, date à laquelle il quitte son poste de directeur général du parti, officiellement pour des raisons de santé.
Après avoir renoncé au poste à temps plein, Rennard continue à contribuer à certaines campagnes électorales du parti circonscription par circonscription. Cependant, le président de Lib Dem et futur chef du parti, Tim Farron insiste sur le fait que "En aucun cas" Rennard n'aurait un futur rôle de campagne. Rennard est nommé président d'une commission sur la Big Society créée par l'Association des directeurs généraux d'organisations bénévoles (ACEVO) pour articuler une vision de la société civile de ce que les organisations caritatives voulaient réaliser à travers l'agenda de la grande société. Il est auparavant administrateur de l'association caritative Action on Smoking and Health (ASH).
Il est parrain de The Crescent, un centre de St Albans qui apporte aide et soutien aux personnes vivant avec le VIH ou affectées par le VIH.
Lord Rennard fournit des conseils et un soutien sur les questions de campagne, de communication, de collecte de fonds et de gestion par le biais du cabinet de conseil Rennard & McTegart Ltd. Il est le directeur des communications de la British Healthcare Trades Association (BHTA) et rédige régulièrement une chronique « Westminster Watch » pour leur bulletin.

## Chambre des lords
Rennard est créé pair à vie le 21 juillet 1999 sous le titre de baron Rennard, de Wavertree dans le comté de Merseyside, et est présenté à la Chambre des lords le 27 juillet 1999. Il est trésorier du Groupe parlementaire multipartite sur le diabète et vice-président du Groupe parlementaire multipartite sur le tabagisme et la santé.
À la Chambre des Lords, Rennard s'exprime principalement sur des questions de réforme politique et constitutionnelle. Il dirige pour les libéraux-démocrates le débat sur ce qui est devenu la Loi de 2000 sur les partis politiques, les élections et les référendums, qui définit le cadre de règles telles que celles régissant le financement des partis. Il se prononce en faveur du remplacement du financement des partis par les grands donateurs par un financement limité de l'État. Il fait campagne contre les abus du système de vote postal et contribue à y apporter certaines réformes. Il se prononce fermement et vote pour la réforme de la Chambre des Lords à chaque occasion possible.
En février 2013, Channel 4 News publie un reportage sur Lord Rennard, alléguant des antécédents de harcèlement sexuel pendant son mandat en tant que responsable du parti. Il nie fermement les allégations. Le 20 janvier 2014, Rennard est suspendu des libéraux-démocrates .
En novembre 2015, Rennard est choisi pour représenter les lords libéraux-démocrates au comité exécutif fédéral des libéraux-démocrates. Une conférence spéciale déclenchée par des membres du parti opposés à la décision est évitée lorsque Rennard accepte de démissionner du comité à la suite d'une intervention publique de Tim Farron.